# Chrysis angustula
Chrysis angustula es una especie de avispa del género Chrysis, familia Chrysididae. Fue descrita por Schenck en 1856. Se encuentra en Alemania, Austria, Bélgica, Bielorrusia, Bulgaria, China, Dinamarca, Eslovaquia, Estonia, Finlandia, Francia, Hungría, Italia, Japón, Letonia, Lituania, Luxemburgo, Marruecos, Noruega, Países Bajos, Polonia, Reino Unido, República Checa, Rusia, Sudáfrica, Suecia, Suiza, Túnez y Ucrania.

## Subespecies
Se reconocen las siguientes:
- Chrysis angustula alpina Niehuis, 2000
- Chrysis angustula angustula Schenck, 1856

## Hábitat
Estas avispas se encuentran principalmente en pastizales arbolados, bosques ralos, lindes de bosques, claros, jardines y parques, preferiblemente con árboles y tocones muertos expuestos al sol. También se pueden encontrar fácilmente en paredes de edificios de madera, puertas de madera vieja, postes, pilas de troncos y troncos muertos.

## Descripción
Chrysis angustula suele tener una longitud corporal de aproximadamente 6-9 mm. Estas avispas cuco relativamente pequeñas forman parte del conjunto de especies similares difíciles de determinar, con más de diez especies similares, siendo Chrysis ignita la más conocida. La cabeza y la parte anterior del cuerpo son de un azul verdoso brillante metálico, a menudo con extensos patrones dorados en la parte media del cuerpo. El abdomen es bastante alargado y muestra un característico color dorado metálico, con reflejos rojizos o verdes. Además, la placa dorsal posterior está provista de puntas bastante pequeñas y dispersas, que se deslizan hacia el borde posterior de la placa. Los dientes apicales del abdomen son cortos, mientras que el intervalo central es bastante amplio.
Esta especie está muy estrechamente relacionada con Chrysis leptomandibularis, la cual tiene mandíbulas muy aplanadas sin puntuación u otra estructura, mientras que las mandíbulas de Chrysis angustula son notablemente engrosadas cuando se las ve de lado

## Biología
Los adultos se encuentran de mayo a septiembre. Ocasionalmente visitan flores de Apiaceae y Asteraceae. Al igual que otras avispas cuco, son parásitos de cría, poniendo sus huevos en el nido o en las cavidades de su especie hospedadora, alimentándose de sus larvas y del alimento que se les proporciona. Los hospedadores pueden ser muchas especies diferentes de avispas solitarias, pero normalmente se trata de la ampliamente distribuida Symmorphus bifasciatus.
Otros huéspedes registrados son Ancistrocerus trifasciatus, Symmorphus allobrogus, Symmorphus connexus, Symmorphus debilitatus, Odynerus sinuatus, Odynerus bifasciatus, Ancistrocerus, Trypoxylon attenuatum, Trypoxylon figulus, Crabro, Eriades florisomnis y Prosopis gibba.